# Claude Aveneau
Claude Aveneau (né à Laval, 25 décembre 1650-Québec, 14 septembre 1711) est un missionnaire jésuite de la Nouvelle-France.

## Biographie

### Origine
Aveneau entre au noviciat des Jésuites à Paris le 19 octobre 1669. En 1671, il commence à enseigner au Collège des Jésuites d'Arras. Après 7 ans à Arras ou il étudie la grammaire, les humanités et la rhétorique, il étudie la philosophie pendant un an au collège Louis-le-Grand à Paris (1678-1679) et la théologie pendant 4 ans à Bourges (1684-1685). Il y est ordonné prêtre en 1683. Il fait profession de foi à Alençon le 2 février 1685. En 1685, après 3 années passées à Rouen, il part pour la Nouvelle-France à la suite de nombreuses sollicitations l'invitant à devenir missionnaire.

### Missionnaire

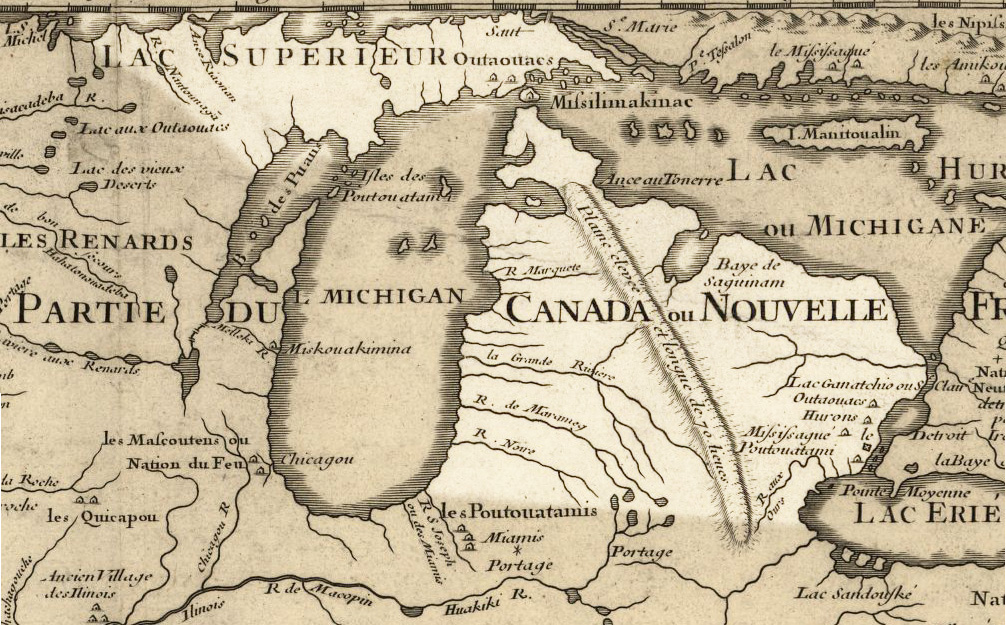
Carte du Michigan en Nouvelle-France par Guillaume Delisle en 1718.

Sa première affectation est à la mission de Sillery. En 1686, il est affecté aux missions outaouaises des Grands Lacs. Les jésuites viennent juste d'y ouvrir une mission pour desservir la tribu des Miamis, qui se sont réfugiés à la mission Saint-Joseph, près du site actuel de Niles dans le Michigan, territoire sous la gouverne de Jacques-René de Brisay nommé gouverneur de la Nouvelle-France en 1685. 
C'est là, à partir de 1689 qu'Aveneau, toujours missionnaire dans les Pays d'en Haut, effectue les fonctions les plus marquantes de sa vie. Il rejoint d'abord la mission Saint-Joseph près de laquelle le fort Saint-Joseph est construit vers 1697. Aveneau y continue sa mission seul, jusqu'à ce qu'un assistant, Jean Mermet, le rejoigne vers 1702.

### Conflit avec Cadillac
En 1702, Aveneau rencontre l'opposition d'Antoine de Lamothe-Cadillac, le commandant français de Détroit. Cadillac a été requis pour fonder une fondation à Détroit qui devrait être plus importante que celle de Montréal, et où les Blancs et les Indiens des différentes tribus de la région devait vivre en harmonie. Il était tout d'abord nécessaire d'attirer les Indiens vers ce lieu, mais pour la plus grande partie, les Indiens ne sentaient pas prêts à aller à Détroit. De plus, les missionnaires n'approuvaient pas ce projet, considérant que l'assimilation des Indiens, leur vie conjointe avec les Blancs, et que le négoce seraient un désastre pour le travail d'évangélisation. Cadillac explique l'échec de son plan par l'opposition des missionnaires. 
Les seuls documents existants sur le sujet sont parvenus par Cadillac, et il n'était pas toujours  véridiques. On sait que Cadillac a accusé Aveneau pour la lenteur avec lequel les Miamis de la rivière Saint Joseph se sont déplacés à Detroit. Cadillac a remplacé Aveneau de son poste, par un récollet qui ne parle pas la langue indienne, et qui n'a pas la confiance des Indiens convertis. Des tensions entre les Français et les Miamis ainsi que des conflits entre Français eux-mêmes sont le résultat du geste de Cadillac.

### Les dernières années
À l'été 1702, Mermet revient comme chapelain au poste que Louis Juchereau de Saint-Denis avait essayé de construire sur la rivière Ohio près du site actuel de Cairo. Il semble n'être jamais retourné à la mission Saint-Joseph. Le successeur de Mermet comme assistant d'Aveneau est Jean-Baptiste Chardon, qui est arrivé dans la région de la mission Saint-Joseph vers 1705 et a succédé au père Aveneau en 1711.
En 1708, le gouverneur Philippe de Rigaud Vaudreuil et l'intendant Jacques Raudot font un rapport sur ce qu'il considère comme une mauvaise utilisation de Cadillac de l'autorité du gouvernement. Aveneau retourne à sa mission, et l'ordre est restauré. Jamais écrit le gouverneur général, M. de Vaudreuil, le 19 novembre 1708, le Miamy n'auroit frappé les Français quand le père Aveneau étoit son directeur. Il l'envoya donc de nouveau pour pacifier la tribu, mais M. de la Motte s'opposa à son retour.
En 1711, devenu très malade, Aveneau se retire à Québec. Il meurt à Québec le 14 septembre 1711. Le père Joseph Germain, supérieur général des Missions du Canada, écrit un mémoire sur sa vie, où il loue sa patience, son courage, sa charité pour ses amis, et l'importance de sa foi.
Point Abino, situé à mi-chemin entre Fort Erie et Port Colborne, porte son nom.

### Sources
« Claude Aveneau », dans Alphonse-Victor Angot et Ferdinand Gaugain, Dictionnaire historique, topographique et biographique de la Mayenne, Laval, A. Goupil, 1900-1910 [détail des éditions] (BNF 34106789, présentation en ligne), tome IV, p. 23
- George Paré, St. Joseph's Mission, Mississippi Valley Historical Review, vol. XVII, juin 1930-mars 1931
- Histoire locale de Niles dans le Michigan
- Article "Indiana", Section "Religion", Sous-section "Histoire" de Catholic Encyclopedia